# Kurt Spjuth
Kurt Erik Spjuth, född 13 september 1937 i Bestorp, Östergötland, är en svensk kompositör, sångtextförfattare och musiker (dragspel, gitarr). 
Spjuth gjorde tillsammans med Erik Bergman filmmusiken till Åsa-Nisse i rekordform (1969). På 1980-talet gav han ut flera kassetter, singlar och LP-skivor på det egna bolaget Vallon Music.